# Aktive Kontur
Snakes, auch aktive Konturen genannt, sind ein Konzept, das in der digitalen Bildverarbeitung zur Bestimmung einer Objektkontur angewandt wird.
In der Praxis werden Snake-Algorithmen vor allem in der medizinischen Bildverarbeitung verwendet, so zum Beispiel in der Diagnostik bei Ultraschallaufnahmen. Sie werden zur computergestützten Objektverfolgung eingesetzt und sind invariant bezüglich Skalierung und Rotation.
Das Konzept beruht auf der Beschreibung der Objektkontur durch eine parametrische Kurve. Deren Form wird nach einer oft manuellen Initialisierung abhängig von sogenannten internen und externen Energien korrigiert. Die externen Energien berechnen sich hierbei aus dem Bildinhalt im Bezug zur Position der Kontur. Oft wird hierbei eine Form des Gradienten benutzt (Gradient Vector Flow). Die internen Energien berechnen sich einzig aus der Form der Kontur. Durch einen Minimierungsalgorithmus wird die Form der Kontur berechnet, bei der die Summe aller Energien ein Minimum erreicht. Anstatt die Minimierung tatsächlich durchzuführen, kann die Form der Snake auch sehr oft verändert und dann diejenige Form als Ergebnis betrachtet werden, bei der die Summe der Energien minimal ist.
Die erste Veröffentlichung über Snakes ist die Arbeit von M. Kass, A. Witkin und Demetri Terzopoulos. Seitdem folgten zahlreiche weitere Artikel, die u. a. neue Arten von Energiefunktionalen bzw. neue Ansätze zur Minimierung der Gesamtenergie vorschlagen.

## Software
Der Algorithmus ist in den freien Bildverarbeitungsbibliotheken Scikit-image und OpenCV implementiert, in OpenCV allerdings nur noch im legacy module.